# Danielle Williams
Danielle Williams (* 14. September 1992 im Saint Andrew Parish) ist eine jamaikanische Hürdenläuferin, die sich auf die 100-Meter-Distanz spezialisiert hat. Sie wurde über diese Distanz 2015 und 2023 Weltmeisterin und gewann 2019 eine Bronzemedaille.

## Sportliche Laufbahn
Erste internationale Erfahrungen sammelte Danielle Williams bei den CARIFTA-Games 2010 in George Town, bei denen sie in 11,72 s den vierten Platz im 100-Meter-Lauf belegte und mit der jamaikanischen 4-mal-100-Meter-Staffel in 45,69 s die Bronzemedaille gewann. Anschließend siegte sie im Hürdensprint in 14,11 s bei den Zentralamerika- und Karibik-Juniorenmeisterschaften (CAC) in Santo Domingo und gewann auch mit der Staffel in 45,03 s Gold. Damit qualifizierte sie sich für die Juniorenweltmeisterschaften in Moncton, bei denen sie mit 13,46 s auf Rang vier einlief und sich auch mit der Staffel auf dieser Position klassierte. Im Jahr darauf gewann sie bei den Panamerikanischen Juniorenmeisterschaften in Miramar in 13,32 s die Silbermedaille, wie auch mit der jamaikanischen Stafette. 2013 gewann sie bei der Sommer-Universiade in Kasan in 12,84 s die Bronzemedaille und qualifizierte sich damit für die Weltmeisterschaften in Moskau, bei denen sie mit 13,13 s im Halbfinale ausschied. Bei den Commonwealth Games 2014 in Glasgow wurde sie in 13,06 s Vierte.
2015 siegte sie bei den Studentenweltspielen im südkoreanischen Gwangju in 12,78 s und siegte anschließend überraschend bei den Weltmeisterschaften in Peking, bei denen sie mit 12,57 s im Finale die US-amerikanischen Konkurrentinnen hinter sich ließ. 2016 nahm sie im 60-Meter-Hürdenlauf an den Hallenweltmeisterschaften in Portland teil, kam aber bereits im Vorlauf nicht ins Ziel. Im Jahr darauf nahm sie erneut an den Weltmeisterschaften in London teil und schied mit 13,14 s im Halbfinale aus. 2018 gewann sie bei den Commonwealth Games im australischen Gold Coast in 12,78 s die Silbermedaille hinter der Nigerianerin Tobi Amusan. Anschließend gewann sie auch bei den NACAC-Meisterschaften in Toronto in 12,67 s Silber, diesmal hinter der Weltrekordhalterin Kendra Harrison aus den Vereinigten Staaten. 2021 siegte sie in 12,64 s beim Ed Murphey Classic und siegte kurz darauf in 12,50 s auch beim Meeting de Paris. Im Jahr darauf blieb sie in der Halle über 60 Meter Hürden bis zu den Hallenweltmeisterschaften in Belgrad ungeschlagen, schied dort aber überraschend nach einer Hürdenkollission mit 8,23 s in der ersten Runde aus. Im Juli erreichte sie bei den Weltmeisterschaften in Eugene das Finale und belegte dort in 12,44 s den sechsten Platz. Anschließend wurde sie auch bei den Commonwealth Games in Birmingham in 12,69 s Sechste. Bei den Weltmeisterschaften 2023 in Budapest gewann sie überraschend in 12,43 s Goldmedaille und anschließend siegte sie in 12,54 s bei Weltklasse Zürich und in 12,71 s beim ISTAF Berlin. Im Jahr darauf wurde sie bei der Diamond League Shanghai in 12,74 s Dritte und im August schied sie bei den Olympischen Sommerspielen in Paris mit 12,82 s im Halbfinale aus. Anschließend wurde sie beim Memoriał Kamili Skolimowskiej in 12,38 s Dritte.
In den Jahren 2013, 2015, 2017 und 2018 wurde Williams Jamaikanische Meisterin im 100-Meter-Hürdenlauf. Sie absolvierte ein Studium an der Johnson C. Smith University in Charlotte. Ihre Schwester Shermaine Williams war ebenfalls als Hürdenläuferin aktiv.

## Persönliche Bestzeiten
- 100 Meter: 11,24 s (−0,7 m/s), 25. Mai 2013 in Pueblo
  - 60 Meter (Halle): 7,32 s, 15. März 2014 in Winston-Salem
- 200 Meter: 22,62 s (−0,7 m/s), 25. Mai 2013 in Pueblo
- 100 m Hürden: 12,32 s (+0,8 m/s), 20. Juli 2019 in London
  - 60 m Hürden (Halle): 7,75 s, 11. Februar 2022 in Clemson